# Amata democles
Amata democles là một loài bướm đêm thuộc phân họ Arctiinae, họ Erebidae.